# Васьков, Николай Иванович
Васьков Николай Иванович (17 (29) декабря 1802 — не ранее 1877) — Псковский и Санкт-Петербургский вице-губернатор. Действительный статский советник

## Биография
Происходил из потомственных дворян Костромской губернии. Родился 17 (29) декабря 1802 года в семье Ивана Кузьмича и Анны Ивановны (урожд. Ламб) Васьковых — младший брат гродненского и новгородского губернатора Ф. И. Васькова и внук костромского генерал-губернатора И. В. Ламба.
Воспитывался в Благородном пансионе при Царскосельском лицее. Там же учились младшие его братья. Братья Васьковы пользовались популярностью среди воспитанников пансиона, так как «главным поставщиком блинов на масленице и всякого рода лакомств, как-то: дешевеньких леденцов, конфет, шоколада и т. п., во всякое время, для пансионских лакомок, был пользовавшийся в то время большою известностью и ещё большей популярностью между ними дядька, дворовый человек воспитанников — братьев Васьковых, Иван Тимофеевич, имевший жену Марью Ильиничну, и кучу детей, мал-мала меньше»
По экзаменам, из 2-го класса пансиона переведён в «младший возраст» (младший курс) Царскосельского лицея в 1817. Был членом-учредителем «Общества лицейских друзей полезного», образованного несколькими воспитанниками и директором лицея Е. А. Энгельгардтом для содействия литературному образованию молодёжи. Общество действовало в Царском Селе только с ноября 1821 по январь 1822 года, поскольку на официальное утверждение его устава высочайшего соизволения не последовало. Соучредителями общества и сокурсниками Васькова были: министр юстиции Д. Н. Замятин, дипломат Сергей Павлович Убри, декабрист Андрей Васильевич Малиновский, чиновник М-ва финансов Андрей Андреевич Белуха-Кохановский  и лицеист Эдмунд Самсон. Автор басен (подражания Песталоцци): «Стена, фундамент и лепные украшения» и «Дуб и трава» — читанных на литературных собраниях членов общества. В том же — 1821, опубликовал в лицейском ж-ле «Питомец Фантазии» свои стихотворения. Е. А. Энгельгардт упоминал Васькова в числе лучших своих воспитанников.
Был выпущен в гражданскую службу по второму разряду в июне 1823 года, с причислением к Департаменту Министерства юстиции и утверждением в чине коллежского секретаря 4 сентября 1823 года. Произведён титулярным советником (31.12.1825), коллежским асессором (12.07.1830), надворным советником (20.04.1834), со старшинством со дня выслуги в предыдущих чинах узаконенных лет.
С должности старшего помощника столоначальника второго (уголовного) отделения Департамента Министерства юстиции назначен псковским губернским прокурором в 1835 году. За упущение по службе, по делу о костромском 3-й гильдии купеческом сыне Николае Варасове, обвинённого в убийстве жены, высочайше утверждённым определением 1-го отделения 5-го департамента Сената от 7 января 1837 года, объявлен строгий выговор, с внесением в формулярный список.  Произведён в коллежские советники (24.12.1837), со старшинством со дня выслуги в предыдущих чинах узаконенных лет. Назначен псковским вице-губернатором 4 марта 1839 года. Пожалован, за отличие по службе, в статские советники 27 сентября 1840 года, со старшинством. Состоял непременным членом Псковского губернского статистического комитета. Получил Монаршее благоволение в январе 1841 года за усердие и труды по званию члена учреждённой в Пскове комиссии для возведения зданий двух полковых штабов.
Назначен Санкт-Петербургским вице-губернатором 5 июля 1843 года. Пожалован, за отличие по службе, действительным статским советником 31 августа (12 сентября) 1847 года, со старшинством с 19 августа 1847 года. Высочайше утверждён членом Санкт-Петербургского комитета Общества попечительного о тюрьмах 6 февраля 1850 года. По прошению, уволен от службы 25 мая 1850 года. Высочайше дозволено носить в отставке мундир 10 июня 1850 года. После отставки жил в Костроме.
Избран действительным членом Императорского Русского географического общества 3 (15) марта 1848, по отделению географии России, без приписки к комитетам. По выборам дворянства, утверждён почётным попечителем Костромской губернской гимназии 9 (21) апреля 1854. Состоял корреспондентом «Земледельческой газеты», сообщая о результатах сельскохозяйственных опытов в своём имении Леоново. По выборам дворянства, избран почётным мировым судьей Нерехтского уезда 17 (29) ноября 1868; по ведомству М-ва юстиции, определением Сената от 5 (17) мая 1869, утверждён на 3-летие почётным мировым судьей Нерехтского уезда Костромской губернии. Почётный мировой судья съезда мировых судей Костромского судебного мирового округа. По судебному ведомству состоял в службе до 1872. Корреспондент ж-ла «Русская старина». Благотворитель Императорского человеколюбивого общества (в Костроме).
Знакомый писателя С. Т. Аксакова, упоминается им в переписке 1842 года в связи с отзывами о комедии «Ревизор» и поэме «Мёртвые души». В 1858 поручил И. П. Шульгину передать в Географическое общество архивные документы о своём деде, генерале от инфантерии И. В. Ламбе. Документы до общества не дошли и были отданы в распоряжение М-ва государственных имуществ. В августе 1872 Васьков обратился в ИРГО с просьбой о содействии в розыске тех документов и их принятии обществом в дар, «если они окажутся заслуживающими внимания», или об их к нему возврате.
Помещик Костромской, Ярославской, Минской и Московской  губерний. Костромской домовладелец.
Умер не ранее 1877 года. Дата и место смерти не выяснены. Был холост.

## Награды
- Бриллиантовый перстень (1830)
- Высочайший подарок по чину (1831; 1832; 1838)
- Монаршее благоволение (07.01.1841)
- Знак отличия беспорочной службы за «XV» лет (22.08.1841)
- Орден Святой Анны 2-й степени (02.06.1844; императорская корона к ордену — 02.09.1849)
- Знак отличия беспорочной службы за «XX» лет (22.08.1847)
- Тёмно-бронзовая медаль «В память войны 1853—1856», на Владимирской ленте (26.08.1856)